# Mayo Methot
Pour les articles homonymes, voir Méthot.
Mayo Jane Methot, née le 3 mars 1904 à Chicago (Illinois) et morte le 9 juin 1951 à Portland (Oregon), est une actrice américaine.

## Biographie

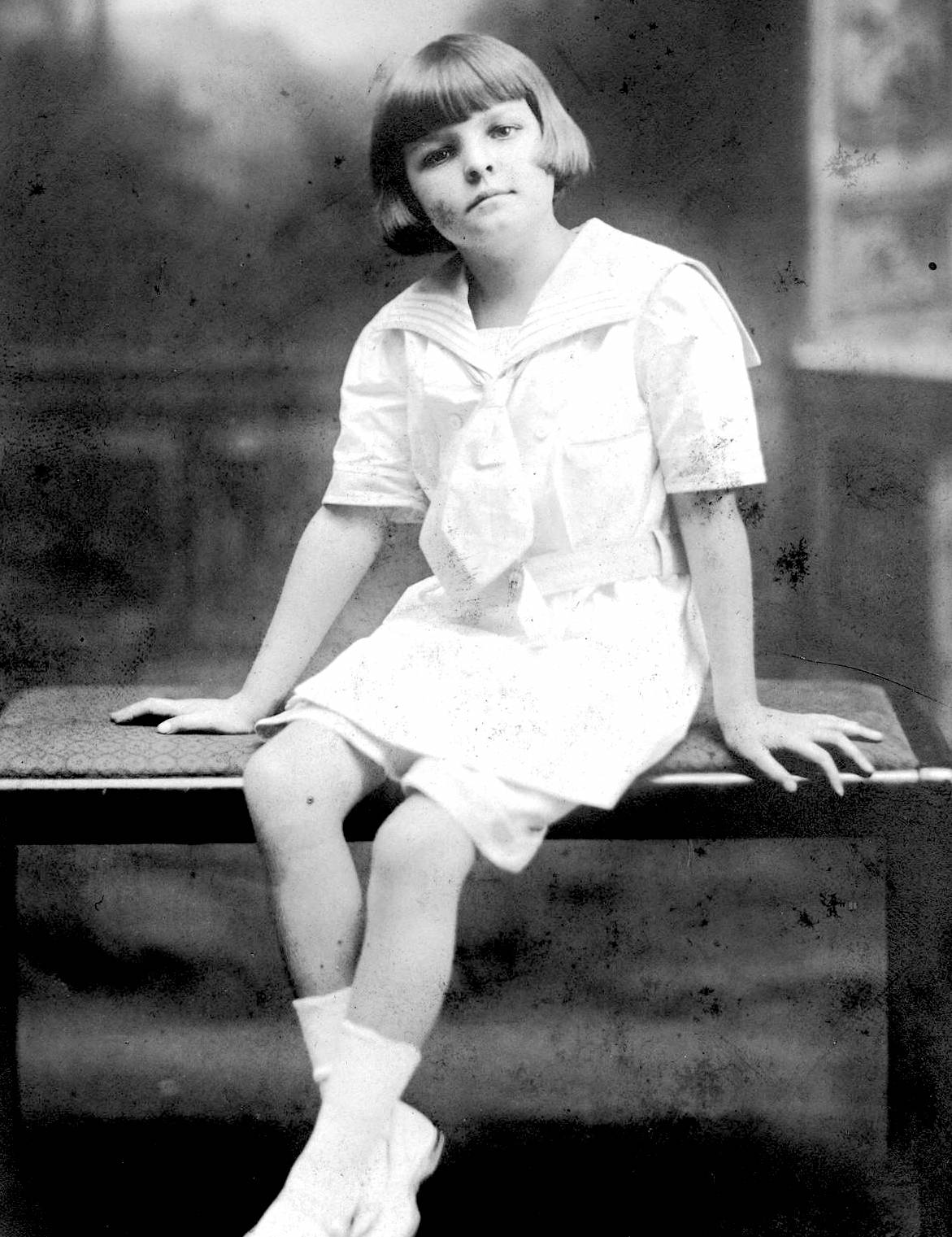
En 1912 à Portland

Mayo Methot débute enfant au théâtre, jouant notamment à Portland (Oregon), où ses parents (John Dillon Methot et Beryl Evelyn née Wood) se sont installés peu après sa naissance. Devenue adulte, elle se produit à Broadway (New York) où sa première pièce est The Mad Honeymoon de Barry Conners (en) (1923, avec Edward Arnold et Kenneth MacKenna) ; la deuxième est The Song and Dance Man de George M. Cohan (1923-1924, avec l'auteur et Louis Calhern). Suivent sept autres pièces à Broadway, la dernière étant Torch Song de Kenyon Nicholson (en) (1930, avec Russell Hicks et Guy Kibbee).
Toujours sur les planches new-yorkaises, s'ajoutent deux comédies musicales, Great Day de Vincent Youmans (1929) puis Strip Girl d'Harry Archer (en) (1935), son ultime prestation à Broadway.

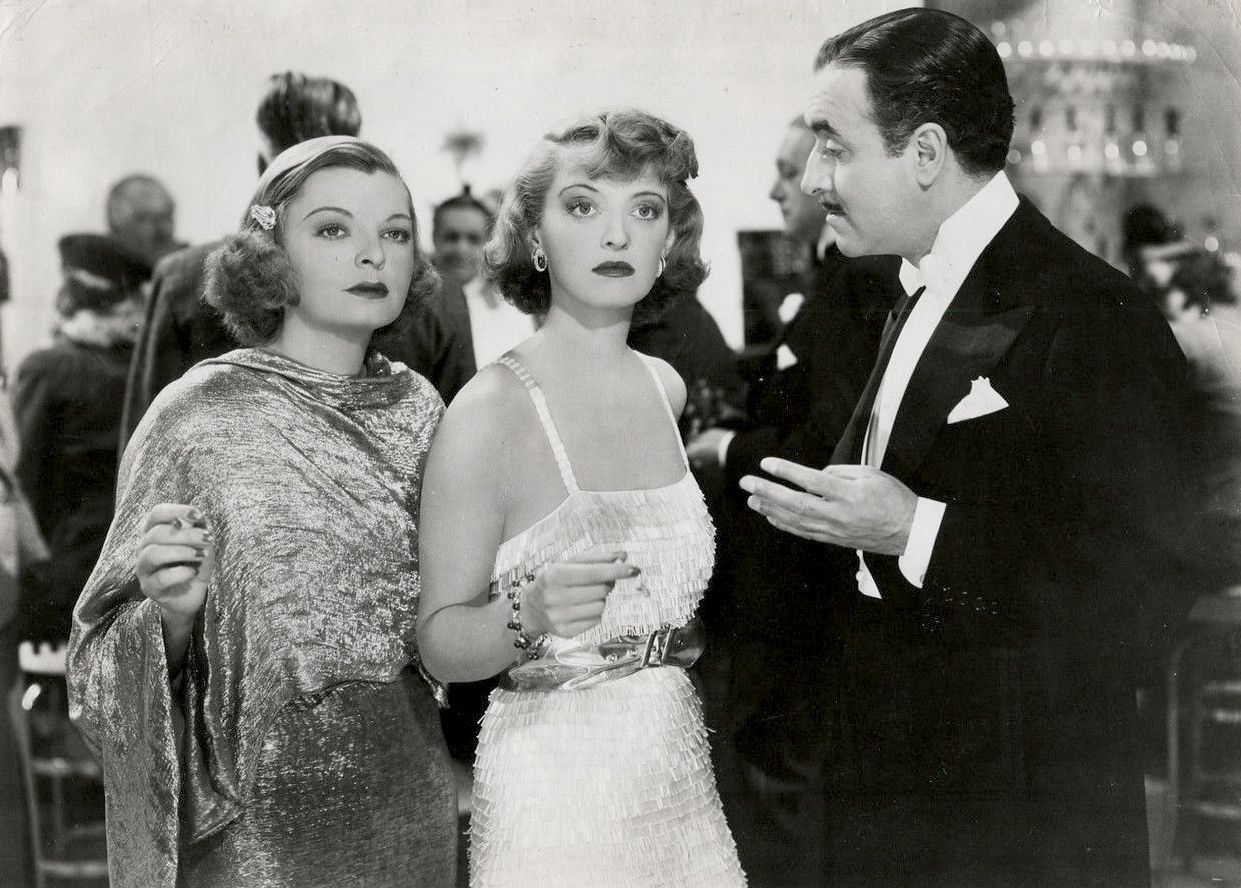
Mayo Methot, Bette Davis et Damian O'Flynn (de g. à d.), dans Femmes marquées (1937)

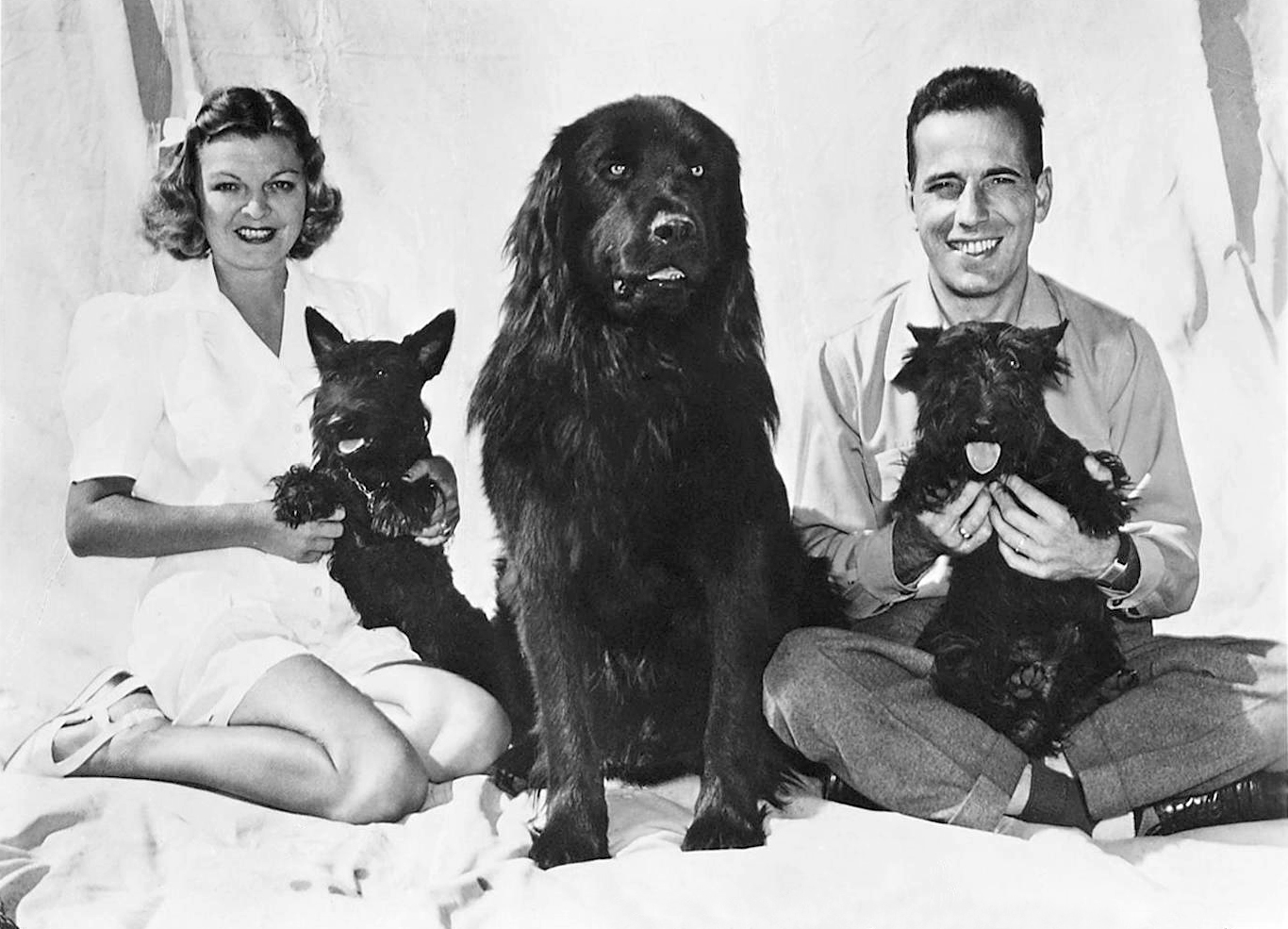
Le couple Bogart-Methot en 1944

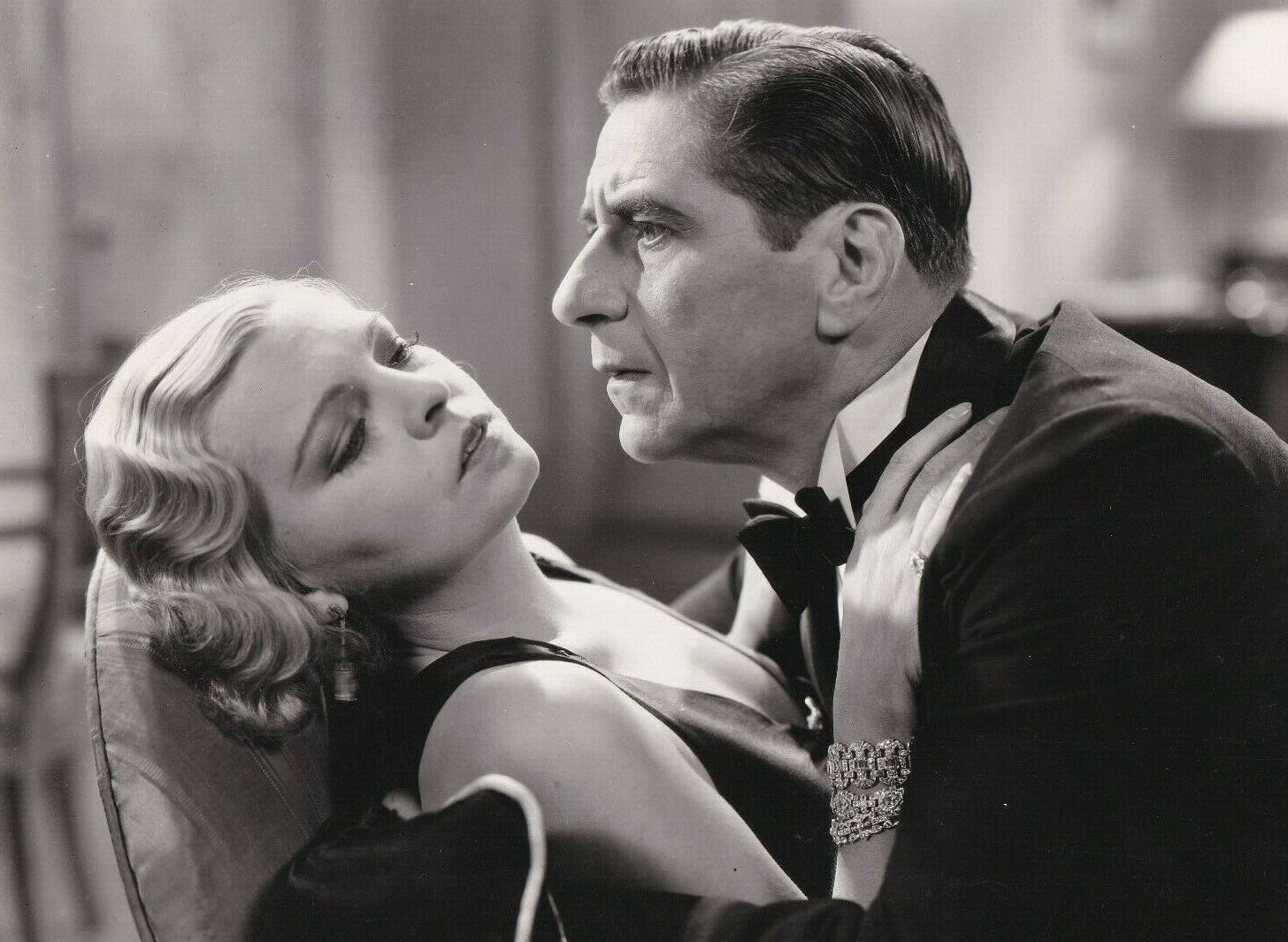
Mayo Methot et Robert Warwick,
dans Afraid to Talk (1932)

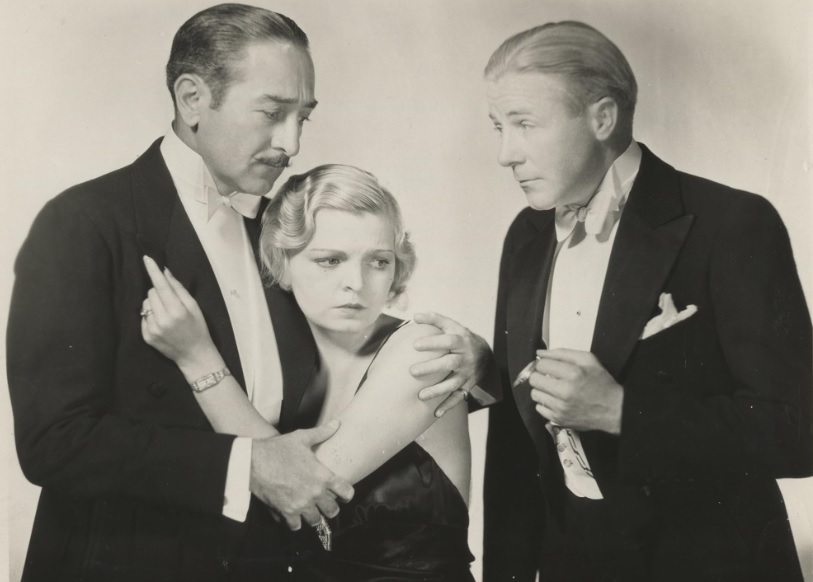
Adolphe Menjou, Mayo Methot et Richard 'Skeets' Gallagher (de g. à d.), dans The Night Club Lady (1932)

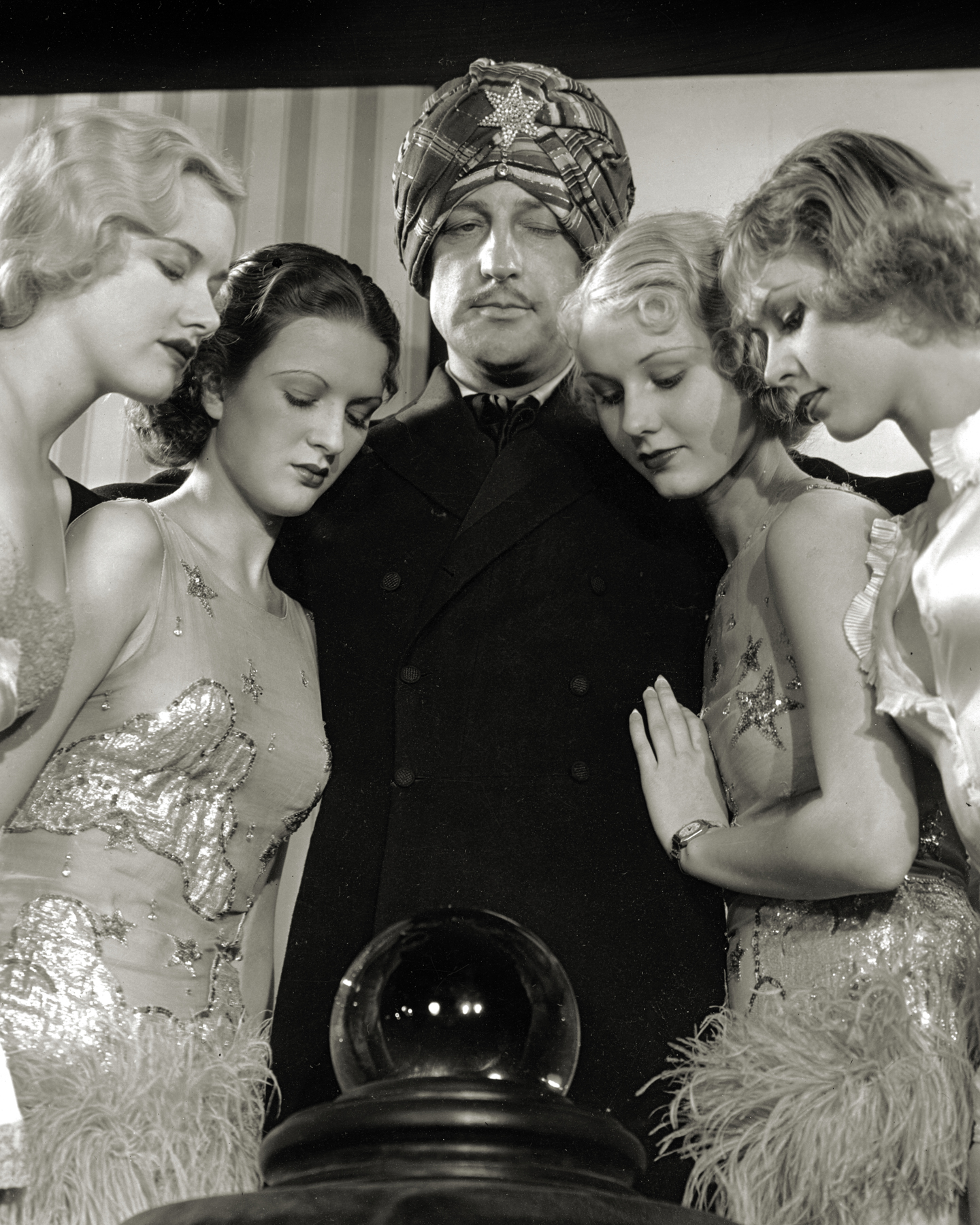
Loretta Andrews, Constance Cummings, Warren William, Mayo Methot et Ruthelma Stevens (de g. à d.), dans The Mind Reader (1933)

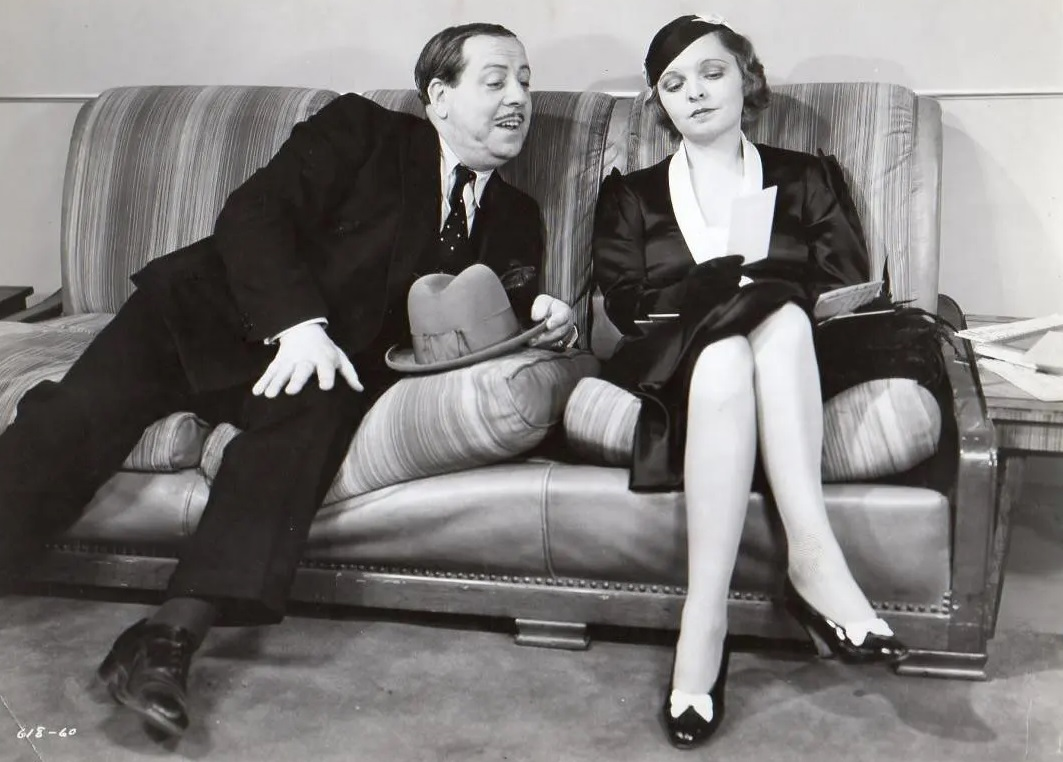
George Humbert et Mayo Methot,
dans Le Grand Avocat (1933)

Au cinéma, elle débute dans cinq films muets, quatre étant réalisés par Robert C. Bruce (y compris trois courts métrages) ; le premier sort en 1922, les quatre suivants en 1923, dont Unseeing Eyes d'Edward H. Griffith (avec Lionel Barrymore et Seena Owen). 
Elle contribue ensuite à vingt-neuf films américains parlants, à partir d'un court métrage en 1930 (Taxi Talks de Roy Mack, avec Spencer Tracy et Katharine Alexander). Parmi ses films notables, mentionnons Le Grand Avocat de William Wyler (1933, avec John Barrymore et Bebe Daniels), Jimmy the Gent de Michael Curtiz (1934, avec James Cagney et Bette Davis), L'Extravagant Mr. Deeds de Frank Capra (1936, avec Gary Cooper et Jean Arthur), ou encore Femmes marquées de Lloyd Bacon (1937, avec Bette Davis).
Sur le tournage de Femmes marquées, elle fait la connaissance d'Humphrey Bogart qui devient en 1938 son troisième mari (après deux divorces). L'alcoolisme chronique de l'actrice et la rencontre par l'acteur de Lauren Bacall en 1943 conduisent à un nouveau divorce en 1945 (Bogart épousant Bacall la même année).
Son dernier film est Brother Rat and a Baby de Ray Enright (1940, avec Priscilla Lane et Wayne Morris). 
Après son troisième divorce d'avec Bogart, vers la fin des années 1940, Mayo Methot se retire dans sa ville de jeunesse, Portland, où elle meurt prématurément en 1951, à 47 ans, de complications liées à son alcoolisme.
Elle est inhumée au Portland Memorial Mausoleum (en), aux côtés de ses parents.

## Théâtre à Broadway (intégrale)
(pièces, sauf mention contraire)
- 1923 : The Mad Honeymoon de Barry Conners (en) : Marie Wilson
- 1923-1924 : The Song and Dance Man de (et produite par) George M. Cohan : Leona Lane
- 1925-1926 : Alias the Deacon ou The Deacon de John B. Hymer et Le Roy Clemens : Phyllis Halliday
- 1927 : What Anne Brought Home de Laurence E. Johnson : Ann
- 1928 : The Song Writer de Crane Wilbur : Patricia Thayer
- 1929 : Les Fous du roi (All the King's Men) de Fulton Oursler : Florence Wendell
- 1929 : Now-a-Days d'Arthur F. Brash : Paul Newhall
- 1929 : Great Day, comédie musicale, musique de Vincent Youmans, paroles de William Rose et Edward Eliscu, livret de William Carey Duncan et John Wells : Emma Lou Randolph
- 1929-1930 : Half Gods de Sidney Howard : Hope Ferrier
- 1930 : Torch Song de Kenyon Nicholson (en) : Ivy Stevens
- 1935 : Strip Girl, comédie musicale, musique  d'Harry Archer (en), paroles de Jill Rainsford, livret d'Henry Rosendhal, mise en scène de José Ruben : Dixie Potter

## Filmographie partielle
- 1922 : And Women Must Wheep de Robert C. Bruce (court métrage) : la femme
- 1923 : Unseeing Eyes de Edward H. Griffith : une jeune femme
- 1923 : While the Pot Boils de Robert C. Bruce : Amy
- 1930 : Taxi Talks de Roy Mack (court métrage)
- 1931 : Corsair (en) de Roland West : Sophie
- 1932 : Afraid to Talk de Edward L. Cahn : Marge Winters
- 1932 : The Night Club Lady (en) de Irving Cummings : Lola Carewe
- 1933 : The Mind Reader de Roy Del Ruth : Jenny
- 1933 : Le Grand Avocat (Counsellor at Law) de William Wyler : Zedorah Chapman
- 1933 : Lilly Turner de William A. Wellman : Mme Durkee
- 1933 : Goodbye Love (en) de H. Bruce Humberstone : Sandra Hamilton
- 1934 : Jimmy the Gent de Michael Curtiz : Gladys Farrell
- 1934 : L'Ombre du passé (Registered Nurse) de Robert Florey :  l'infirmière Gloria Hammond
- 1935 : Docteur Socrate (en) (Dr. Socrates) de William Dieterle : Buggsy
- 1935 : The Case of the Curious Bride de Michael Curtiz : Florabelle Lawson
- 1936 : L'Extravagant Mr. Deeds (Mr. Deeds Goes to Town) de Frank Capra : Mme Semple
- 1937 : Femmes marquées (Marked Women) de Lloyd Bacon : Estelle Porter
- 1938 : Nuits de bal (The Sisters) de Anatole Litvak : la femme blonde
- 1939 : Je cherche un papa (en) (Unexpected Father) de Charles Lamont : Ethel Stone
- 1940 : Brother Rat and a Baby de Ray Enright : une passagère du bus